# Атланта Гокс
Атланта Гокс (англ. Atlanta Hawks) — професійна баскетбольна команда, заснована у 1946, розташована в місті Атланта в штаті Джорджія. Команда є членом  Південно-Східного дивізіону Східної конференції Національної баскетбольної асоціації. 
Домашнім полем для «Гокс» є Філіпс-арена.

## Статистика
‘‘ В = Виграші, П = Програші, П% = Процент виграних матчів’’
| Сезон                   | В    | П    | П%   | Плейоф                                                                                                   | Результати                                                                                           |
| ----------------------- | ---- | ---- | ---- | --- | --- |
| Трай-Ситіс Блакгокс     |      |      |      | | |
| 1946-47                 | 19   | 25   | .432 | | |
| 1947-48                 | 30   | 30   | .500 | Виграли в першому раунді Програли в півфіналі                                                            | Трай-Ситіс 3-1 над Індіанаполіс Міннеаполіс 2-0 над Трай-Ситіс                                       |
| 1948-49                 | 36   | 28   | .563 | Виграли в першому раунді Програли в півфіналі                                                            | Трай-Ситіс 2-0 над Шебойґен Ошкош 3-1 над Трай-Ситіс                                                 |
| Трай-Ситіс Блекгокс НБА |      |      |      | | |
| 1955-56                 | 33   | 39   | .458 | Програли в Дивізіон другого місце Виграли в півфіналі дивізіону Програли в фіналі дивізіону              | Міннеаполіс 1, Сент-Луїс 0 Сент-Луїс 2, Міннеаполіс 1 Форт Вайн 3, Сент-Луїс 2                       |
| 1956-57                 | 34   | 38   | .472 | Виграли в Дивізіон Тайбрайкер Виграли в Дивізіон Тайбрайкер Виграли в фіналі дивізіону Програли в фіналі | Сент-Луїс 1, Форт Вайн 0 Сент-Луїс 1, Міннеаполіс 0 Сент-Луїс 3, Міннеаполіс 0 Бостон 4, Сент-Луїс 3 |
| 1957-58                 | 41   | 31   | .569 | Виграли в фіналі дивізіону Виграли в фіналі                                                              | Сент-Луїс 4, Форт Вайн 1 Сент-Луїс 4, Бостон 2                                                       |
| 1958-59                 | 49   | 23   | .681 | Програли в фіналі дивізіону                                                                              | Міннеаполіс 4, Сент-Луїс 2                                                                           |
| 1959-60                 | 46   | 29   | .613 | Виграли в фіналі дивізіону Програли в фіналі                                                             | Сент-Луїс 4, Міннеаполіс 3 Бостон 4, Сент-Луїс 3                                                     |
| 1960-61                 | 51   | 28   | .646 | Виграли в фіналі дивізіону Програли в фіналі                                                             | Сент-Луїс 4, Міннеаполіс 3 Бостон 4, Сент-Луїс 1                                                     |
| 1961-62                 | 29   | 51   | .363 | | |
| 1962-63                 | 48   | 32   | .600 | Виграли в півфіналі дивізіону Програли в фіналі дивізіону                                                | Сент-Луїс 3, Форт Вайн 1 Лос-Анджелес 4, Сент-Луїс 3                                                 |
| 1963-64                 | 46   | 34   | .575 | Виграли в півфіналі дивізіону Програли в фіналі дивізіону                                                | Сент-Луїс 3, Лос-Анджелес 2 Сан-Франциско 4, Сент-Луїс 3                                             |
| 1964-65                 | 45   | 35   | .563 | Програли в півфіналі дивізіону                                                                           | Балтимор 3, Сент-Луїс 1                                                                              |
| 1965-66                 | 36   | 44   | .450 | Виграли в півфіналі дивізіону Програли в фіналі дивізіону                                                | Сент-Луїс 3, Балтимор 0 Лос-Анджелес 4, Сент-Луїс 3                                                  |
| 1966-67                 | 39   | 42   | .481 | Виграли в півфіналі дивізіону Програли в фіналі дивізіону                                                | Сент-Луїс 3, Чикаго 0 Сан-Франциско 4, Сент-Луїс 2                                                   |
| 1967-68                 | 56   | 26   | .683 | Програли в півфіналі дивізіону                                                                           | Сан-Франциско 4, Сент-Луїс 2                                                                         |
| Атланта Гокс            |      |      |      | | |
| 1968-69                 | 48   | 34   | .585 | Виграли в півфіналі дивізіону Програли в фіналі дивізіону                                                | Атланта 4, Сан-Дієго 2 Лос-Анджелес 4, Атланта 1                                                     |
| 1969-70                 | 48   | 34   | .585 | Виграли в півфіналі дивізіону Програли в фіналі дивізіону                                                | Атланта 4, Чикаго 1 Лос-Анджелес 4, Атланта 0                                                        |
| 1970-71                 | 36   | 46   | .439 | Програли в півфіналі конференції                                                                         | Нью-Йорк 4, Атланта 1                                                                                |
| 1971-72                 | 36   | 46   | .439 | Програли в півфіналі конференції                                                                         | Бостон 4, Атланта 2                                                                                  |
| 1972-73                 | 46   | 36   | .561 | Програли в півфіналі конференції                                                                         | Бостон 4, Атланта 2                                                                                  |
| 1973-74                 | 35   | 47   | .427 | | |
| 1974-75                 | 31   | 51   | .378 | | |
| 1975-76                 | 29   | 53   | .354 | | |
| 1976-77                 | 31   | 51   | .378 | | |
| 1977-78                 | 41   | 41   | .500 | Програли в першому раунді                                                                                | Вашингтон 2, Атланта 0                                                                               |
| 1978-79                 | 46   | 36   | .561 | Виграли в першому раунді Програли в півфіналі конференції                                                | Атланта 2, Х’юстон 0 Вашингтон 4, Атланта 3                                                          |
| 1979-80                 | 50   | 32   | .610 | Програли в півфіналі конференції                                                                         | Філадельфія 4, Атланта 1                                                                             |
| 1980-81                 | 31   | 51   | .378 | | |
| 1981-82                 | 42   | 40   | .512 | Програли в першому раунді                                                                                | Філадельфія 2, Атланта 0                                                                             |
| 1982-83                 | 43   | 39   | .524 | Програли в першому раунді                                                                                | Бостон 2, Атланта 1                                                                                  |
| 1983-84                 | 40   | 42   | .488 | Програли в першому раунді                                                                                | Мілвокі 3, Атланта 2                                                                                 |
| 1984-85                 | 34   | 48   | .415 | | |
| 1985-86                 | 50   | 32   | .610 | Виграли в першому раунді Програли в півфіналі конференції                                                | Атланта 3, Детройт 1 Бостон 4, Атланта 1                                                             |
| 1986-87                 | 57   | 25   | .695 | Виграли в першому раунді Програли в півфіналі конференції                                                | Атланта 3, Індіана 1 Детройт 4, Атланта 1                                                            |
| 1987-88                 | 50   | 32   | .610 | Виграли в першому раунді Програли в півфіналі конференції                                                | Атланта 3, Мілуокі 2 Бостон 4, Атланта 3                                                             |
| 1988-89                 | 52   | 30   | .634 | Програли в першому раунді                                                                                | Мілуокі 3, Атланта 2                                                                                 |
| 1989-90                 | 41   | 41   | .500 | | |
| 1990-91                 | 43   | 39   | .524 | Програли в першому раунді                                                                                | Детройт 3, Атланта 2                                                                                 |
| 1991-92                 | 38   | 44   | .463 | | |
| 1992-93                 | 43   | 39   | .524 | Програли в першому раунді                                                                                | Чикаго 3, Атланта 0                                                                                  |
| 1993-94                 | 57   | 25   | .695 | Виграли в першому раунді Програли в півфіналі конференції                                                | Атланта 3, Маямі 2 Індіана 4, Атланта 2                                                              |
| 1994-95                 | 42   | 40   | .512 | Програли в першому раунді                                                                                | Індіана 3, Атланта 0                                                                                 |
| 1995-96                 | 46   | 36   | .561 | Виграли в першому раунді Програли в півфіналі конференції                                                | Атланта 3, Індіана 2 Орландо 4, Атланта 1                                                            |
| 1996-97                 | 56   | 26   | .683 | Виграли в першому раунді Програли в півфіналі конференції                                                | Атланта 3, Детройт 2 Чикаго 4, Атланта 1                                                             |
| 1997-98                 | 50   | 32   | .610 | Програли в першому раунді                                                                                | Шарлот 3, Атланта 1                                                                                  |
| 1998-99                 | 31   | 19   | .620 | Виграли в першому раунді Програли в півфіналі конференції                                                | Атланта 3, Детройт 2 Нью-Йорк 4, Атланта 0                                                           |
| 1999-00                 | 28   | 54   | .341 | | |
| 2000-01                 | 25   | 57   | .305 | | |
| 2001-02                 | 33   | 49   | .402 | | |
| 2002-03                 | 35   | 47   | .427 | | |
| 2003-04                 | 28   | 54   | .341 | | |
| 2004-05                 | 13   | 69   | .188 | | |
| 2005-06                 | 26   | 56   | .317 | | |
| 2006/07                 | 30   | 52   | .366 | | |
| 2007/08                 | 37   | 45   | .451 | Програли в першому раунді                                                                                | Бостон 4, Атланта 3                                                                                  |
| 2008/09                 | 47   | 35   | .573 | Виграли в першому раунді Програли в полуфіналі конференції                                               | Атланта 4, Маямі 3 Клівленд 4, Атланта 0                                                             |
| 2009/10                 | 53   | 29   | .646 | Виграли в першому раунді Програли в полуфіналі конференції                                               | Мілуокі 3, Атланта 4 Орландо 4, Атланта 0                                                            |
| 2010/11                 | 44   | 38   | .537 | Виграли в першому раунді Програли в полуфіналі конференції                                               | Орландо 2, Атланта 4 Чикаго 4, Атланта 2                                                             |
| 2011/12                 | 40   | 26   | .606 | Програли в першому раунді                                                                                | Бостон 2, Атланта 4                                                                                  |
| Всього                  | 2460 | 2518 | .494 | | |
| Плейоф                  | 135  | 171  | .441 | 1 титул                                                                                                  | |